# Gerhart Hauptmann
Gerhart Johann Robert Hauptmann (Obersalzbrunn, Polònia, 1862 - Agnetendorf, Alemanya 1946) fou un escriptor alemany guardonat amb el Premi Nobel de Literatura l'any 1912.

## Biografia i obres
Va néixer el 15 de novembre del 1862 a la ciutat polonesa d'Obersalzbrunn, anomenada avui dia Szczawno-Zdrój i situada al voivodat de la Baixa Silèsia. Va estudiar a Breslau (actual Wrocław) i després fou enviat a Jawor per aprendre agricultura a la granja del seu oncle. Com no li agradava aquest tipus de vida, va tornar a Breslau per convertir-se en escultor. Posteriorment, va estudiar filosofia i ciències naturals a la Universitat de Jena.
Un cop graduat entre 1883 i 1884 va viure a Itàlia. Al maig del 1885, Hauptmann es va casar i es va establir a la ciutat d'Erkner, suburbi de Berlín, i es decantà finalment per la literatura en la qual aviat va arribar a una gran reputació com un dels principals representants del drama modern. A la fi de la Segona Guerra Mundial, va ser llistat a la Gottbegnadeten-Liste d'artistes considerats com a irreemplaçables, que eren exempts de serveis al front per a protegir l'herència cultural alemanya. Va morir el 6 de juny del 1946 a la ciutat d'Agnetendorf, en aquells moments situada a Alemanya i avui dia anomenada Jagniątków i situada a Polònia.

## Obra literària

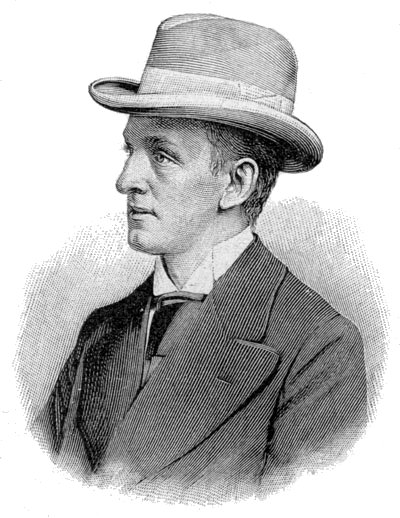
Gerhart Hauptmann

El 1891, es va retirar a Schreiberhau, situada a la regió de Silèsia. El primer drama de Hauptmann, Vor Sonnenaufgang (Abans de l'alba, 1889) va inaugurar el moviment naturalista en la literatura alemanya moderna, li va permetre conquerir l'enemistat dels crítics ortodoxos i el suport entusiasta dels escriptors alemanys joves. A aquesta obra, la seguiren Des Friedensfest (1890), Einsame Menschen (1891) i Die Weber (Els teixidors, 1892), drama de gran abast que representa l'aixecament dels teixidors silesians del 1844.
Dels següents treballs de Hauptmann, cal esmentar les comèdies Kollege Crampton (1892), Der Biberpelz (La pell de castor, 1893) i Der rote Hahn (1901); el "poema dramàtic" Hannele (1893), i un drama històric, Florian Geyer (1895). També va escriure dues tragèdies relacionades amb el passat de Silèsia, Fuhrmann Henschel (1898) i Rose Berndt (1903), i els drames Die versunkene Glocke (La campana submergida, 1897) i Und Pippa tanzt (I Pipa balla!, 1905).
El misticisme poètic caracteritza moltes de les seves obres posteriors com Der Naer in Christo Emanuel Quint (El boig en Crist Emanuel Quint, 1910), Der Ketzer von Soana (L'heretge de Soana, 1918), Die Insel der grossen Mutter (L'illa de la Gran Mare, 1921).
Va adquirir fama d'intel·lectual radical, fama que el va perseguir durant molts anys, a pesar de ser un asceta aristocràtic que va aconseguir sobreviure tranquil·lament a tots els successos tant de la República de Weimar com al Tercer Reich de Hitler.
L'any 1912, va ser guardonat amb Premi Nobel de Literatura en reconeixement de la seva producció fructuosa, variada i excepcional en el regne de l'art dramàtic.

## Hauptmann i el seu teatre, a Catalunya
A la primera dècada del segle xx, la influència de Gerhart Hauptmann en el teatre català queda palesa en la quantitat respectable i inusual de traduccions que es fan de les obres d'aquest autor i que s'estrenen en els escenaris barcelonins. La majoria d'aquestes publicades dins la col·lecció «De tots colors»:
- Ànimes solitàries (Einsame Menschen). Drama en 5 actes. Traducció d'Oriol Martí. 1906.
- Els teixidors de Silèsia (Die Weber). Drama en 5 actes. Traducció de Carles Costa i Josep Maria Jordà. 1909.
- L'assumpció d'Hannele Mattern (Hanneles Himmelfahrt) Drama d'ensomni en 2 parts. Traducció de Carles Capdevila. 1908.
- La Campana submergida (Die Versunkene Glocke) Rondalla dramàtica en 5 actes. Traducció de Salvador Vilaregut. 1908.
- L'ordinari Henschel (Fuhrmann Henschel). Drama en 5 actes. Traducció d'August Pi i Sunyer. 1908.
- El pobre Enric (Der arme Heinrich) Llegenda germànica en 5 actes. Traducció de Marc Jesús Bertran. 1909.
- Rosa Bern (Rose Bernd). Drama en 5 actes. Traducció de Martí Alegre i Marc Jesús Bertran. 1909.
- Els teixidors (Die Weber). Drama en 5 actes. Traducció de Feliu Formosa. Adesiara editorial, Martorell, 2020. ISBN 978-84-16948-53-6

## Obra publicada
| - 1891: Einsame Menschen - 1892: Die Weber - 1894: Hanneles Himmelfahrt - 1896: Elga - 1896: Die Versunkene Glocke - 1898: Fuhrmann Henschel - 1900: Michael Kramer - 1900: Schluck und Jau - 1902: Der arme Heinrich - 1903: Rose Bernd - 1906: Gabriel Schillings Flucht - 1907: Die Jungfern von Bischofsberg - 1908: Kaiser Karls Geisel - 1909: Griselda - 1912: Peter Brauer - 1913: Festspiel in deutschen Reimen - 1914: Magnus Garbe, reversionat el 1942 - 1920: Indipohdi - 1925: Veland - 1921-1926: Herbert Engelmann - 1928: Spuk, dos actes: Die schwarze Maske i Hexenritt) - 1933: Die goldene Harfe - 1935: Hamlet im Wittenberg - 1937: Die Finsternisse - 1936-1937: Ulrich von Lichtenstein - 1935-1938: Die Tochter der Kathedrale | - 1910: Der Narr in Christo Emanuel Quint - 1912: Atlantis - 1923: Phantom - 1926: Wanda, der Dämon - 1928: Die Insel der grossen Mutter - 1932: Um Volk und Geist - 1936: Im Wirbel der Berufung - 1937: Der Abenteuer meiner Jugend - 1888: Bahnwärter Thiel - 1924: Die Ketzer von Soana (traduïda al català per Ramon Farrés. Martorell: Adesiara, 2012) - 1887-1927: Marginalien, recull - 1938: Sonnen - 1939: Der Schuss im Park - 1885: Promethidenlos - 1921: Anna - 1924: Die blaue Blume - 1927: Till Eulenspiegel - 1934: Das Meerwunder - 1912-1942: Der grosse Traum, recull poètic |

## Reconeixements

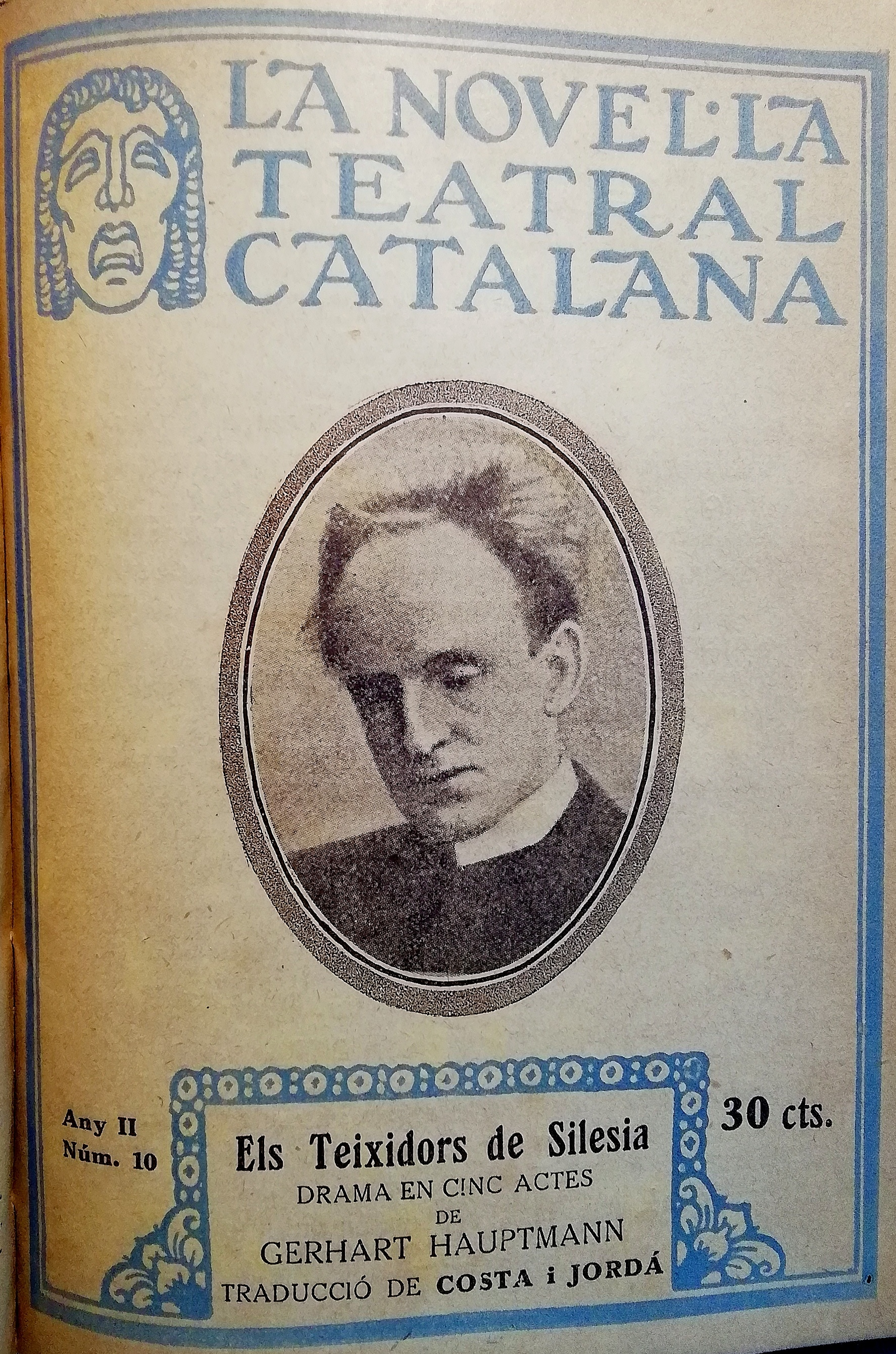
Els Teixidors de Silèsia de Gerhart Hauptmann, traducció catalana publicada a Barcelona l'any 1919 dins la col·lecció La Novel·la Teatral Catalana

En honor seu s'anomenà l'asteroide (8381) Hauptmann, descobert el 21 de desembre del 1992 per Freimut Börngen.

## Música
El compositor Benno Bardi, alemany, posà música a diverses obres seves.